# Quartier Latin

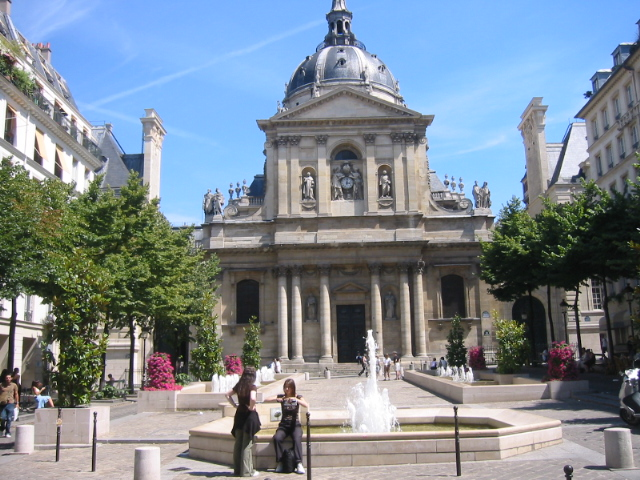
Sorbonne, universitetsbyggnad för gamla Paris universitet och konstituerande mittpunkt för Quartier Latin i centrala Paris.

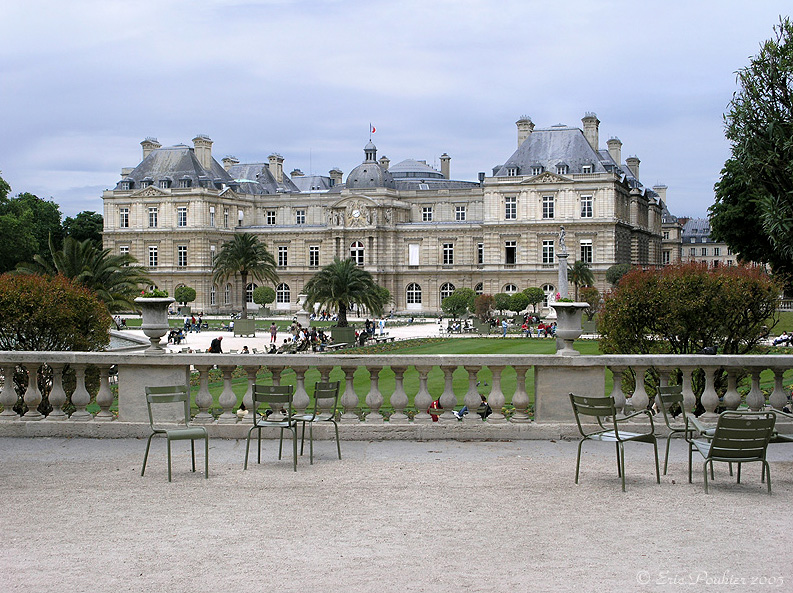
Palais du Luxembourg invid Quartier Latin.

Quartier Latin eller Latinkvarteret, på svenska ofta i pluralform Latinkvarteren, är ett område i centrala Paris. Det är både del av 5:e och 6:e arrondissementet, beläget på den vänstra stranden av floden Seine.
Området, som tillhör Paris äldsta, är berömt för sin rika historia, sitt rika kulturutbud och sina många utbildningsinstitutioner. Det sistnämnda har lett till områdets namn, efter språket som talades runt Paris universitet under medeltiden.